# حمزه علاءالدین
حمزه علاءالدین (انگلیسی: Hamza El Din؛ ۱۰ ژوئیه ۱۹۲۹ – ۲۲ مهٔ ۲۰۰۶) آهنگساز، خواننده و نوازنده عود مصری بود. وی که از نوبی‌های مصر علیا بود در ابتدا قصد داشت که در رشته مهندسی برق آموزش ببیند ولی پس از کار در راه‌آهن ملی مصر به دانشگاه قاهره رفت و در رشته موسیقی مشغول به تحصیل شد. وی سپس به رم رفت و تحصیلات موسیقی را در آنجا ادامه داد. او با حمایت مالی دولت مصر توانست با سفر به مناطق روستایی و عشایری بسیاری از نواهای محلی را ضبط کند.

اجرا و نواهای حمزه علاءالدین توجه افرادی چون باب دیلن و جوآن بائز را جلب کرد و وی برای ضبط موسیقی به آمریکا رفت و در نهایت به آمریکا مهاجرت کرد. وی چندین آلبوم ضبط کرد و در سال ۱۹۹۲ با گروه کوارتت کرونوس به اجرای برنامه پرداخت.

علاءالدین در سال ۲۰۰۶ به علت عفونت کیسه صفرا در برکلی کالیفرنیا درگذشت.